# Kiten, Bulgaria
Kiten (în bulgară Китен) este un oraș în comuna Primorsko, regiunea Burgas,  Bulgaria. Stațiune estivală pe malul Mării Negre.

## Demografie
Componența etnică a orașului Kiten
     Romi (1,87%)
     Bulgari (94,78%)
     Nicio identificare (3,34%)
     Altele (0,83%)
La recensământul din 2011, populația orașului Kiten era de 958 locuitori. Din punct de vedere etnic, majoritatea locuitorilor (94,78%) erau bulgari, cu o minoritate de romi (1,87%). Pentru 3,34% din locuitori nu este cunoscută apartenența etnică.